# Bynum
Bynum és una àrea no incorporada al nord-est del comtat de Chatham (Carolina del Nord), als Estats Units, a la vora del riu Haw. Bynum es troba a 8 km al nord de Pittsboro i a 18 km al sud de Chapel Hill. També es coneix com Bynum Mill Village o Bynum Mill Hill.

## Història
La localitat va començar la seva vida com un "poble de fàbrica de cotó". El molí original es va construir cap al 1872 al costat del riu Haw. Hi havia una presa de fusta a uns 300 metres riu amunt i l'aigua del canal del molí alimentava les rodes hidràuliques. Més tard, la presa es va reconstruir amb formigó i generadors elèctrics instal·lats. La fàbrica de filatura va ser comprada per John Milton Odell de Concord (Carolina del Nord), el 1886.
En etapes del 1890 al 1910 aproximadament, es van construir petites cases de dues a sis habitacions al turó sobre el molí i es van llogar als treballadors del molí i a les seves famílies. Bynum va ser una de les primeres zones del comtat de Chatham a tenir llums elèctrics perquè les turbines proporcionaven electricitat tant per al funcionament del molí com per a les cases. Els obrers de les fàbriques eren pagats amb pagarés, que només es podien utilitzar per pagar el lloguer o a la "botiga de l'empresa" (també propietat del molí).
Als anys setanta, els comissaris del comtat, amb diners de subvenció federals, van comprar les 73 cases de treballadors de la fàbrica a J.M. Odell Manufacturing Company amb una subvenció d'Habitatge i Desenvolupament Urbà. Amb els diners es van pavimentar els carrers, es van col·locar blocs de ciment encerclant els pilars de maó sota les cases, es van actualitzar les caixes elèctriques i es va subministrar a cada casa una fontaneria interior per a cuina i bany. Els inquilins, que havien pagat menys de 10 dòlars mensuals de lloguer al molí, van tenir la possibilitat de comprar les seves cases amb hipoteques favorables a llarg termini. Molts treballadors del molí havien viscut tota la vida en aquestes cases, i la majoria se la va comprar.
Odell Manufacturing va tancar la fàbrica de Bynum el desembre de 1983. Va ser venuda a un home de negocis del comtat veí que en feia servir part per fabricar cortines, però aviat va deixar de treballar. Els edificis del molí van romandre buits i en descomposició durant molts anys, després es van cremar al març del 2001. La majoria de les cases originals del molí segueixen en peu i ara són cases particulars.
L'antic emplaçament del molí ara forma part de l'espai natural estatal del baix riu Haw (Lower Haw River State Natural Area). Una pista de 3 km segueix el riu Haw al sud-est fins a Pokeberry Creek. S'estan desenvolupant mostres interpretatives sobre el molí i el poble del molí. L'edifici de la turbina continua en peu i el canal del molí desemboca al riu Haw a prop. La zona és contigua i està gestionada per l'àrea recreativa estatal del llac Jordan (Jordan Lake State Recreation Area).

## El pont

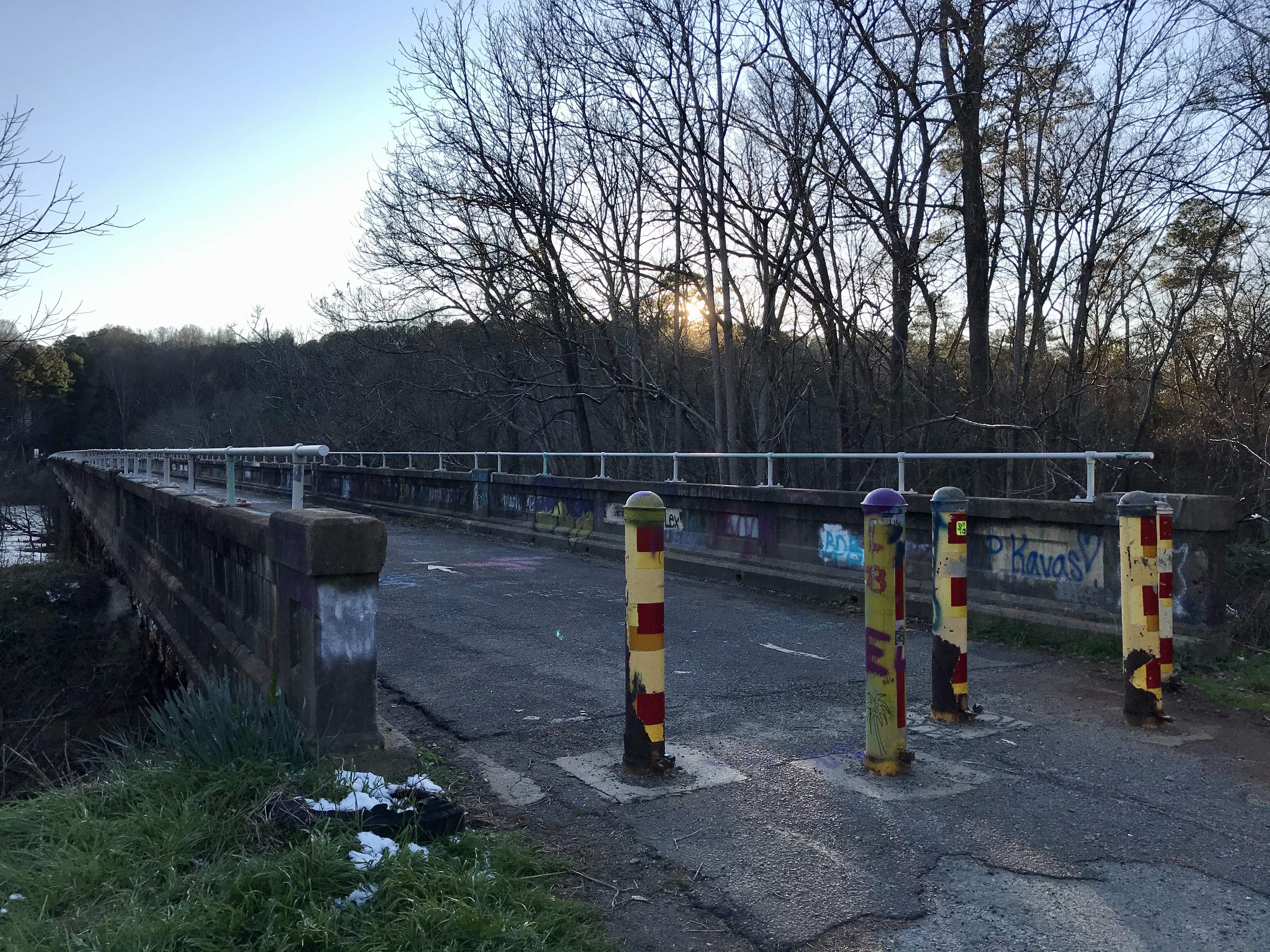
El pont de Bynum.

El pont que creuava el riu Haw a Bynum era originalment un pont cobert de fusta. Connectava la principal carretera nord/sud de la zona del Piedmont de Carolina del Nord, amb Chapel Hill al nord i Pittsboro i Sanford al sud. L'antic pont va ser substituit el 1922 per un altre de formigó i d'aproximadament 243 m d'extensió. Es va tancar al trànsit de vehicles de motor el 1999, i actualment és un pont per a vianants i forma part de la ruta per a bicicletes designada a tot l'estat. També és un lloc de reunió per a la comunitat a Halloween, on molta gent local esculpeix artísticament jack-o'-lanterns (carbasses esculpides i amb una espelma a l'interior) i les col·loquen al llarg dels costats del pont. Centenars de jack-o'-lanterns recorren els vells carrils del pont la nit de Halloween des de la foscor fins a mitjanit i actuen artistes i músics locals.